# 边界表示
在计算机辅助设计中，边界表示是保存如何根据模型的几何形状尤其是欧拉拓扑边界构建模型所需信息的方法，它经常简称为BREP(Boundary Representation)。
用户经常用构造实体几何方法來建立一個模型，但是用 BREP 表示模型。在多面高级的曲面 BREP STEP 格式（part 42）中，欧拉拓扑表示为顶点、边线、半边、face loop、表面、shell、体以及基本的几何表示。几何表示有点、线、面（如平面、球面、锥面、环面）、实体、void 等等。 Mantyla 的 Geometric Work Bench（GWB）以及 ACIS 的 SAT 等其它格式也使用类似的名字。
较新的参数化 CAD 系统同时保存构造实体几何以及 BREP 表示信息，这样就可以在后续的过程中修改重新生成 BREP。得益于 Braid 的工作，欧拉布尔运算由于能够在每个构建步骤中都能生成一致的欧拉 BREP（满足欧拉示性数），所以得到了流行。欧拉一致 BREP 在每个步骤都满足欧拉方程。通常这是通过获取change state中的表示信息来实现，如果遇到物体（如程序异常）或者模型不再保持欧拉一致，那么就将模型回退到原始的状态。
STEP ISO 10303 (产品模型数据交换标准，Standard for the Exchange of Product model data) 是 1990年代 提出的用于替代现存 IGES 的一个 ISO CAD 标准。